# Natació als Jocs Olímpics d'estiu de 1960
Als Jocs Olímpics d'Estiu de 1960 celebrats a la ciutat de Roma (Itàlia) es disputaren 15 proves de natació, vuit en categoria masculina i set en categoria femenina. La competició es desenvolupà al Centre Aquàtic de Roma entre els dies 26 d'agost i el 3 de setembre de 1960.
Hi participaren un total de 380 nedadors, entre ells 144 dones, de 45 comitès nacionals diferents.

## Resum de medalles

### Categoria masculina
| Prova                   | Or                                                                        | Or      | Argent                                                                   | Argent  | Bronze                                                               | Bronze  |
| 100 m lliures Detalls   | John Devitt                                                               | 55.2    | Lance Larson                                                             | 55.2    | Manuel dos Santos                                                    | 55.4    |
| 400 m lliures Detalls   | Murray Rose                                                               | 4:18.3  | Tsuyoshi Yamanaka                                                        | 4:21.4  | John Konrads                                                         | 4:21.8  |
| 1500 m lliures Detalls  | John Konrads                                                              | 17:19.2 | Murray Rose                                                              | 17:21.7 | George Breen                                                         | 17:30.6 |
| 100 m esquena Detalls   | David Theile                                                              | 1:01.9  | Frank McKinney                                                           | 1:02.1  | Robert Bennett                                                       | 1:02.3  |
| 200 m esquena Detalls   | William Mulliken                                                          | 2:37.4  | Yoshihiko Osaki                                                          | 2:38.0  | Wieger Mensonides                                                    | 2:39.7  |
| 200 m papallona Detalls | Michael Troy                                                              | 2:12.8  | Neville Hayes                                                            | 2:14.6  | David Gillanders                                                     | 2:15.3  |
| 4x200 m lliures Detalls | Estats UnitsGeorge Harrison · Richard Blick · Michael Troy · Jeff Farrell | 8:10.2  | JapóMakoto Fukui · Hiroshi Ishii · Tsuyoshi Yamanaka · Tatsuo Fujimoto   | 8:13.3  | AustràliaDavid Dickson · John Devitt · Murray Rose · John Konrads    | 8:13.8  |
| 4x100 m estils Detalls  | Estats UnitsFrank McKinney · Paul Hait · Lance Larson · Jeff Farrell      | 4:05.4  | AustràliaDavid Theile · Terry Gathercole · Neville Hayes · Geoff Shipton | 4:12.0  | JapóKazuo Tomita · Koichi Hirakida · Yoshihiko Osaki · Keigo Shimuzu | 4:12.2  |

### Categoria femenina
| Prova                   | Or                                                                          | Or     | Argent                                                                | Argent | Bronze                                                                     | Bronze |
| 100 m lliures Detalls   | Dawn Fraser                                                                 | 1:01.2 | Chris von Saltza                                                      | 1:02.8 | Natalie Steward                                                            | 1:03.1 |
| 400 m lliures Detalls   | Chris von Saltza                                                            | 4:50.6 | Jane Cederqvist                                                       | 4:53.9 | Tineke Lagerberg                                                           | 4:56.9 |
| 100 m esquena Detalls   | Lynn Burke                                                                  | 1:09.3 | Natalie Steward                                                       | 1:10.8 | Satoko Tanaka                                                              | 1:11.4 |
| 200 m esquena Detalls   | Anita Lonsbrough                                                            | 2:49.5 | Wiltrud Urselmann                                                     | 2:50.0 | Barbara Göbem                                                              | 2:53.6 |
| 100 m papallona Detalls | Carolyn Schuler                                                             | 1:09.5 | Marianne Heemskerk                                                    | 1:10.4 | Jan Andrew                                                                 | 1:12.2 |
| 4x100 m lliures Detalls | Estats UnitsJoan Spillane · Shirley Stobs · Carolyn Wood · Chris von Saltza | 4:08.9 | AustràliaDawn Fraser · Ilsa Konrads · Lorraine Crapp · Alva Colquhuon | 4:11.3 | AlemanyaChristel Steffin · Heidi Pechstein · Gisela Weiss · Ursula Brunner | 4:19.7 |
| 4x100 m estils Detalls  | Estats UnitsLynn Burke · Patty Kempner · Carolyn Schuler · Chris von Saltza | 4:41.1 | AustràliaMarilyn Wilson · Rosemary Lassig · Jan Andrew · Dawn Fraser  | 4:45.9 | AlemanyaIngrid Schmidt · Ursula Küper · Bärbel Fuhrmann · Ursel Brunner    | 4:47.6 |

## Medaller
| Posició | País          | Or | Argent | Bronze | Total |
| 1       | Estats Units  | 9  | 3      | 3      | 15    |
| 2       | Austràlia     | 5  | 5      | 3      | 13    |
| 3       | Regne Unit    | 1  | 1      | 1      | 3     |
| 4       | Japó          | 0  | 3      | 2      | 5     |
| 5       | Alemanya      | 0  | 1      | 3      | 4     |
| 6       | Països Baixos | 0  | 1      | 2      | 3     |
| 7       | Suècia        | 0  | 1      | 0      | 1     |
| 8       | Brasil        | 0  | 0      | 1      | 1     |